# سرنشینان (فیلم ۱۹۷۷)
«سرنشینان» (فرانسوی: Les Passagers‎) یک فیلم است که در سال ۱۹۷۷ منتشر شد. از بازیگران آن می‌توان به ژان لویی ترنتینیان، آدولفو چلی، و برنارد فرسون اشاره کرد.